# Simplex Automobile Company

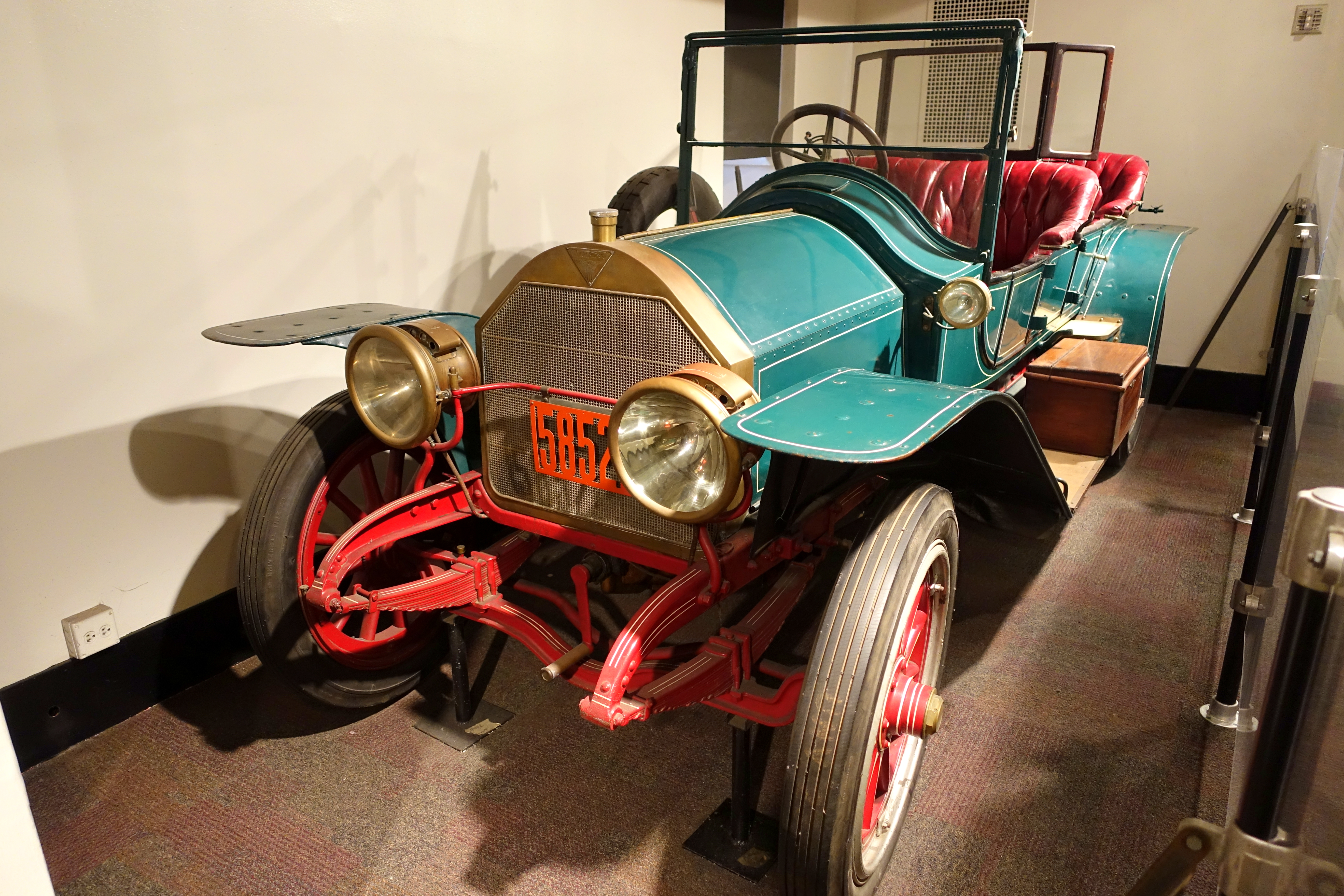
Simplex von 1911

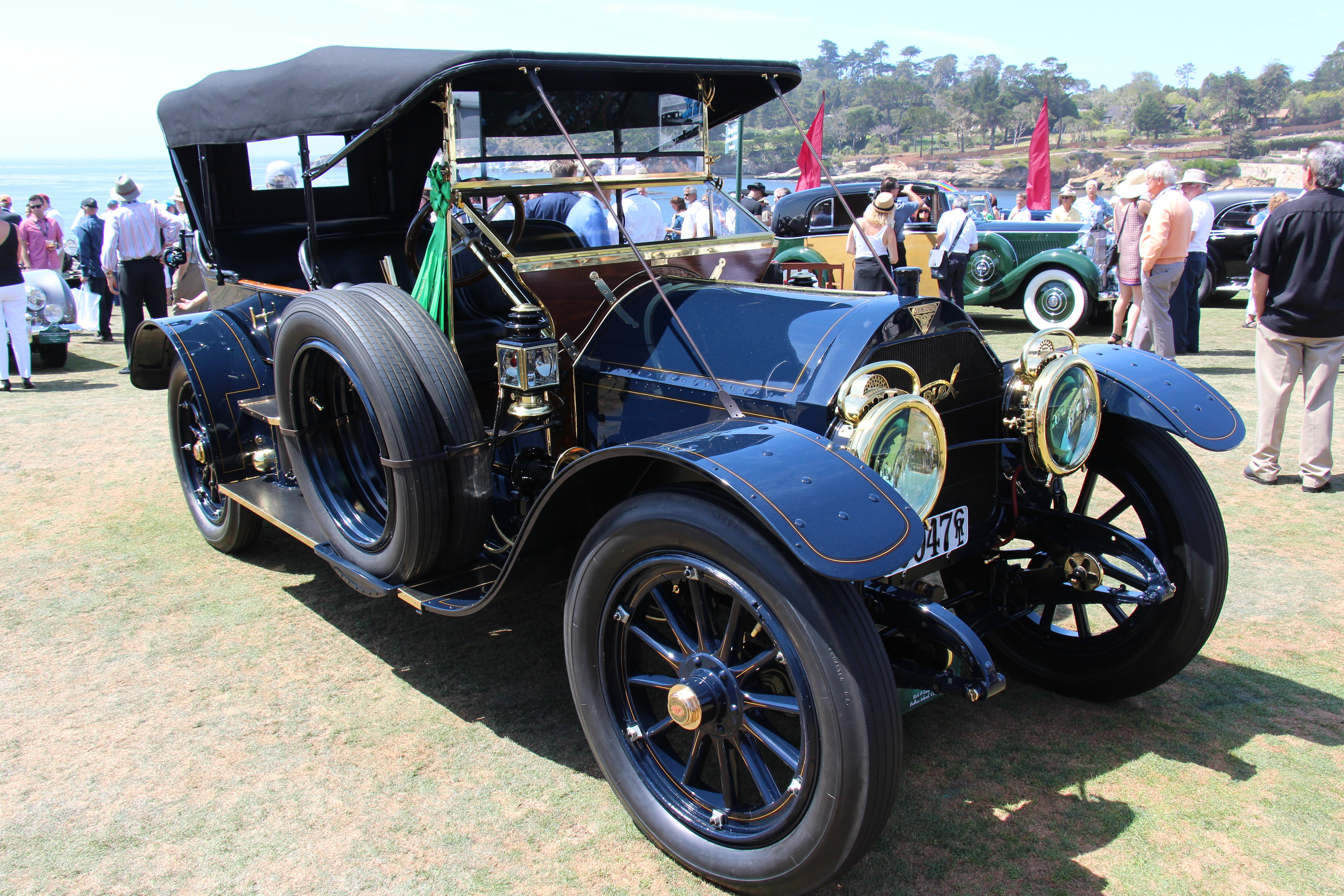
Simplex Model 50 von 1912 mit einem Aufbau von J. M. Quinby & Co.

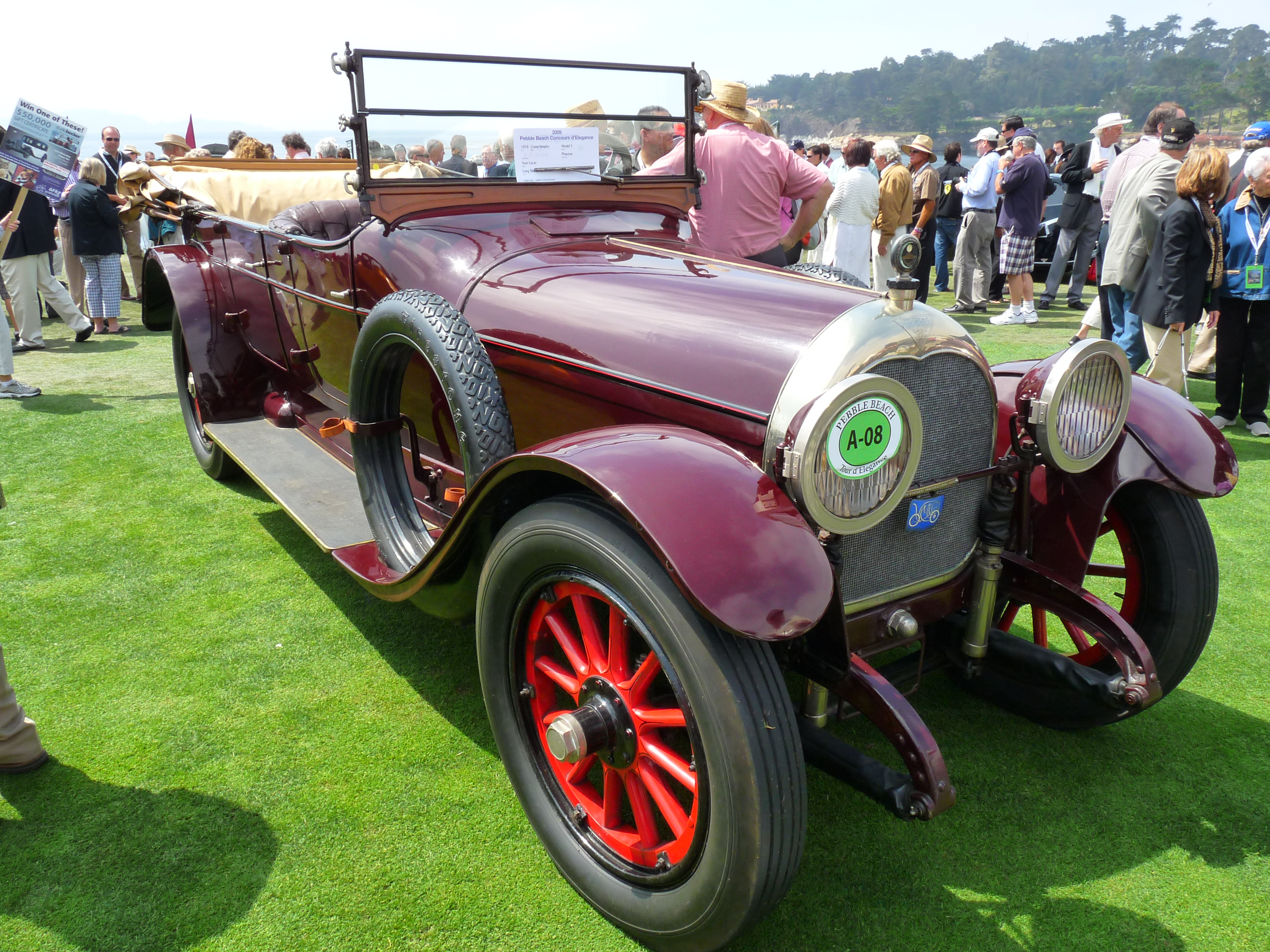
Simplex Crane Model 5 von 1916

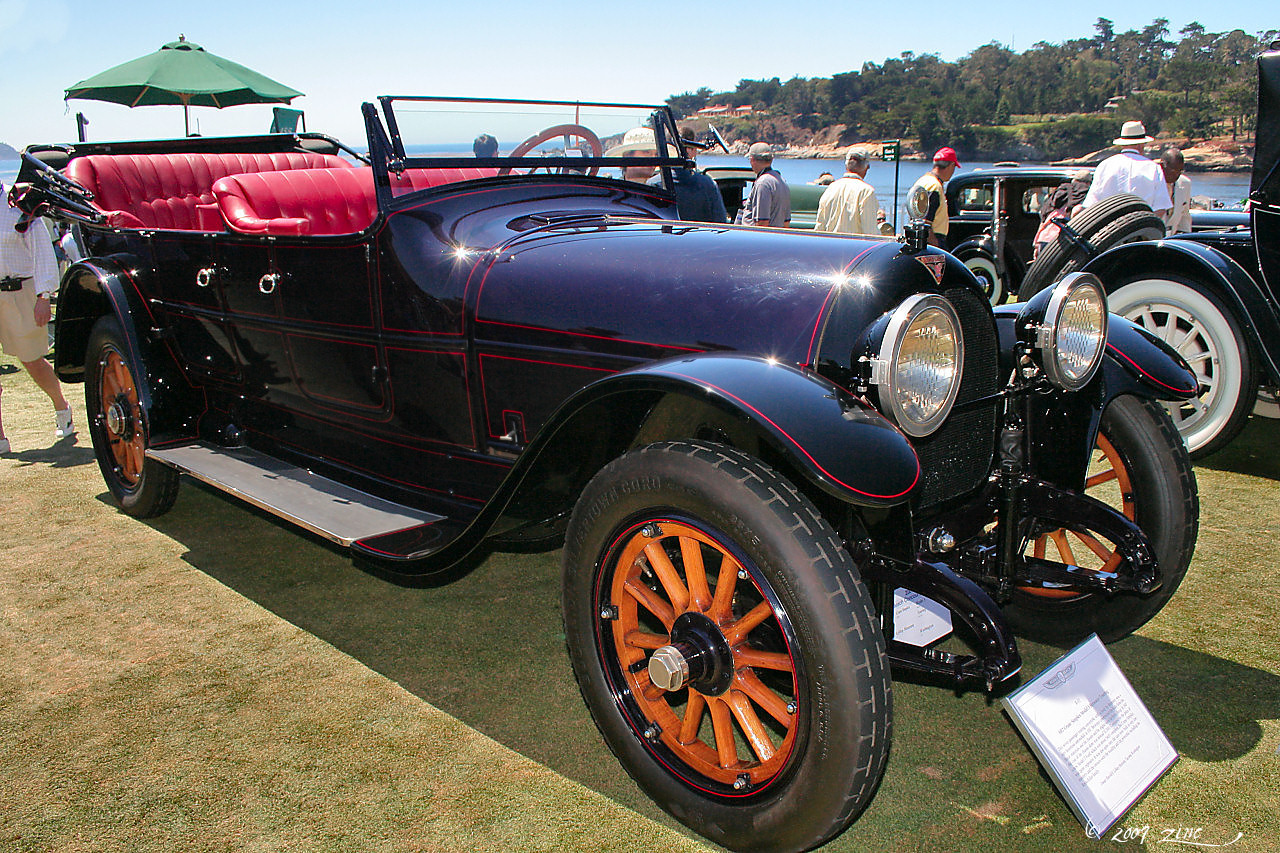
Simplex Crane Model 5 von 1917 mit einem Aufbau von Brewster & Co.

Simplex Automobile Company war ein US-amerikanischer Hersteller von Automobilen.

## Unternehmensgeschichte
Herman Broesel gründete 1907 das Unternehmen in New York City. Dazu übernahm er die Smith & Mabley Manufacturing Company inklusive Werk und Chefingenieur Edward Franquist. Sie begannen mit der Produktion von Automobilen. Der Markenname lautete Simplex. Broesel starb Ende 1912. Im September 1913 verkauften seine Söhne das Unternehmen an Goodrich, Lockhart and Smith. Die Produktion wurde daraufhin in ein anderes Werk in New Brunswick in New Jersey verlagert.
Ende 1914 wurde die Crane Motor Car Company übernommen. Deren Leiter, Henry Crane, wurde zweiter Vizepräsident. Die Ausstattung seines Werks in Bayonne wurde Anfang 1915 nach New Brunswick gebracht. Die von ihm entwickelten Fahrzeuge wurden offiziell unter der Marke Simplex und dem Zusatz Crane Model 5 angeboten, was oft zu Crane-Simplex verkürzt wurde.
1916 kaufte die Wright-Martin Aircraft Company das Unternehmen auf. Nach Eintritt der USA in den Ersten Weltkrieg wurden im Werk in New Brunswick Flugmotoren hergestellt. Ende Oktober 1917 wurde die Einstellung der Pkw-Produktion für die Zeit des Krieges angekündigt. Nach Kriegsende blieb es prinzipiell bei dieser Entscheidung. Allerdings entstanden 1918 und 1919 noch einzelne Fahrzeuge aus vorhandenen Teilen.
Am 27. Februar 1920 übernahm Hare’s Motors das Unternehmen. Das war das Ende für die Simplex Automobile Company. 1922 kaufte Henry Crane einige Anteile und gründete die Crane-Simplex Company.

## Fahrzeuge
Das erste Modell für die Zeit von 1907 bis 1908 war das Model 50. Dieses Luxusauto hatte einen Vierzylindermotor mit T-Kopf. Jeweils 146,05 mm Bohrung und Hub ergaben 9787 cm³ Hubraum. Der Motor war mit 50 PS angegeben. Die Motorleistung wurde über ein Vierganggetriebe und zwei Ketten an die Hinterachse übertragen. Das Fahrgestell hatte 315 cm Radstand. Einziger Aufbau war ein Toy Tonneau mit vier Sitzen.
1909 war dieses Modell mit drei verschiedenen Radständen lieferbar. Ein zweisitziges Speed Car und ein viersitziger Toy Tonneau hatten 315 cm Radstand wie im Vorjahr. Für eine siebensitzige Limousine und ein ebenfalls siebensitziges Landaulet sind 323 cm Radstand überliefert. Beim siebensitzigen Tourenwagen betrug der Radstand 328 cm.
1910 war für dieses Modell nur noch der kurze Radstand mit einem Aufbau als Runabout und der lange Radstand als Tourenwagen verfügbar. Neu war das Model 90. Die vergrößerte Bohrung von 154,94 mm ergab 11.015 cm³ Hubraum. Der Motor war mit 90 PS angegeben. Der Radstand betrug 315 cm. Die Tourenwagen waren mit fünf und sieben Sitzen erhältlich.
1911 war das Model 50 weiterhin mit zwei verschiedenen Radstand lieferbar. Allerdings wurde jetzt nur noch das Fahrgestell angeboten. Externe Karosseriehersteller fertigten die Aufbauten nach Kundenwunsch. Genannt sind Brewster & Co., A.T. Demarest & Co., Healey & Company, Holbrook Company und J. M. Quinby & Co. Das Model 90 stand als Fahrgestell und als fünfsitziger Tourenwagen im Angebot. Neu war das Model 38. Es hatte einen Vierzylindermotor mit 123,825 mm Bohrung, 165,1 mm Hub, 7952 cm³ Hubraum und 38 PS Leistung. Der Radstand betrug 323 cm. Die einzige verfügbare Karosseriebauform war ein siebensitziger Tourenwagen. Im Gegensatz zu den bisherigen Modellen hatte das Fahrzeug Kardanantrieb.
In der Zeit von 1912 bis 1913 war das Sortiment noch größer als vorher. Das Model 38 war mit 323 cm Radstand als vier- und fünfsitziger Tourenwagen sowie mit 348 cm Radstand als Tourenwagen, Landaulet und Limousine mit jeweils sieben Sitzen erhältlich. Das Model 50 hatte als viersitziger Tourenwagen 315 cm Radstand, als fünfsitziger Tourenwagen 328 cm Radstand und als Siebensitzer in den Bauformen Tourenwagen, Landaulet und Limousine 348 cm Radstand. Das Model 90 mit dem vom Vorjahr bekannten Radstand von 315 cm stand als vier- und fünfsitziger Tourenwagen zur Wahl. Es entsprach technisch und bezüglich des Radstands dem neuen Model 75. Dieses war als vier- und siebensitziger Tourenwagen, zweisitziger Runabout, Limousine und Landaulet erhältlich. Zur Wahl standen Ketten- und Kardanantrieb.
1914 war das Model 38 nur noch mit dem langen Radstand erhältlich. Überliefert sind ein viersitziger Tourabout, ein siebensitziger Coach und Fahrgestelle ohne Werksaufbauten. Das Model 50 erhielt einen anderen Motor. 136,525 mm Bohrung und 165,1 mm Hub ergaben 9667 cm³ Hubraum. Der Motor war aber weiterhin mit 50 PS angegeben. Einziger Radstand war 348 cm. Verkauft wurden nur viersitzige Tourabout und reine Fahrgestelle. Das Model 75 war nun mit 75 PS Leistung angegeben. Der Radstand maß 315 cm. Werkskarosserien sind nicht gelistet.
1915 blieben diese drei Modelle weitgehend unverändert. Das Model 38 war als siebensitzige Limousine und Fahrgestell, das Model 50 als fünfsitziger Tourenwagen und Fahrgestell und das Model 75 nur als Fahrgestell erhältlich. Neu war das Crane Model 5. Es hatte einen Sechszylindermotor mit 111,125 mm Bohrung, 158,75 mm Hub und 9238 cm³ Hubraum. Der Motor war mit 46 PS eingestuft. Die Motorleistung wurde über eine Kardanwelle an die Hinterachse übertragen. Der Radstand betrug 366 cm. Bekannt sind siebensitzige Tourenwagen und reine Fahrgestelle.
1916 gab es nur noch Model 50 und Crane Model 5, jeweils ohne Änderungen gegenüber dem Vorjahr.
Von 1917 bis 1919 beschränkte sich das Sortiment auf das Crane Model 5. Es stand ohne Karosserie in den Preislisten.

## Modellübersicht
| Jahr      | Modell        | Zylinder | Leistung (PS) | Radstand (cm) | Aufbau                                                                     |
| --------- | ------------- | -------- | ------------- | ------------- | -------------------------------------------------------------------------- |
| 1907–1908 | Model 50      | 4        | 50            | 315           | Toy Tonneau 4-sitzig                                                       |
| 1909      | Model 50      | 4        | 50            | 315           | Speed Car 2-sitzig, Toy Tonneau 4-sitzig                                   |
| 1909      | Model 50      | 4        | 50            | 323           | Landaulet 7-sitzig, Limousine 7-sitzig                                     |
| 1909      | Model 50      | 4        | 50            | 328           | Tourenwagen 7-sitzig                                                       |
| 1910      | Model 50      | 4        | 50            | 315           | Runabout                                                                   |
| 1910      | Model 50      | 4        | 50            | 328           | Tourenwagen                                                                |
| 1910      | Model 90      | 4        | 90            | 315           | Tourenwagen 5-sitzig und 7-sitzig                                          |
| 1911      | Model 38      | 4        | 38            | 323           | Tourenwagen 7-sitzig                                                       |
| 1911      | Model 50      | 4        | 50            | 315           | nur Fahrgestell                                                            |
| 1911      | Model 50      | 4        | 50            | 328           | nur Fahrgestell                                                            |
| 1911      | Model 90      | 4        | 90            | 315           | Tourenwagen 5-sitzig                                                       |
| 1912–1913 | Model 38      | 4        | 38            | 323           | Tourenwagen 4-sitzig und 5-sitzig                                          |
| 1912–1913 | Model 38      | 4        | 38            | 348           | Tourenwagen 7-sitzig, Landaulet 7-sitzig, Limousine 7-sitzig               |
| 1912–1913 | Model 50      | 4        | 50            | 315           | Tourenwagen 4-sitzig                                                       |
| 1912–1913 | Model 50      | 4        | 50            | 328           | Tourenwagen 5-sitzig                                                       |
| 1912–1913 | Model 50      | 4        | 50            | 348           | Tourenwagen 7-sitzig, Landaulet 7-sitzig, Limousine 7-sitzig               |
| 1912–1913 | Model 75      | 4        | 90            | 315           | Tourenwagen 4-sitzig und 7-sitzig, Runabout 2-sitzig, Limousine, Landaulet |
| 1912–1913 | Model 90      | 4        | 90            | 315           | Tourenwagen 4-sitzig und 5-sitzig                                          |
| 1914      | Model 38      | 4        | 38            | 348           | Tourabout 4-sitzig, Coach 7-sitzig                                         |
| 1914      | Model 50      | 4        | 50            | 348           | Tourabout 4-sitzig                                                         |
| 1914      | Model 75      | 4        | 75            | 315           | nur Fahrgestell                                                            |
| 1915      | Model 38      | 4        | 38            | 348           | Limousine 7-sitzig                                                         |
| 1915      | Model 50      | 4        | 50            | 348           | Tourenwagen 5-sitzig                                                       |
| 1915      | Model 75      | 4        | 75            | 315           | nur Fahrgestell                                                            |
| 1915      | Crane Model 5 | 6        | 46            | 366           | Tourenwagen 7-sitzig                                                       |
| 1916      | Model 50      | 4        | 50            | 348           | Tourenwagen 5-sitzig                                                       |
| 1916      | Crane Model 5 | 6        | 46            | 366           | Tourenwagen 7-sitzig                                                       |
| 1917–1919 | Crane Model 5 | 6        | 46            | 366           | nur Fahrgestell                                                            |

## Produktionszahlen
Insgesamt entstanden 1865 Fahrzeuge. Darin enthalten sind 467 Fahrzeuge, die von Crane entworfen wurden.
| Jahr  | Produktionszahl |
| ----- | --------------- |
| 1907  | 93              |
| 1908  | 178             |
| 1909  | 100             |
| 1910  | 123             |
| 1911  | 150             |
| 1912  | 200             |
| 1913  | 250             |
| 1914  | 250             |
| 1915  | 223             |
| 1916  | 121             |
| 1917  | 116             |
| 1918  | 61              |
| Summe | 1865            |

Eine im guten Zustand erhaltene Limousine von 1915 wurde 2015 für 21.458 Pfund Sterling versteigert.

## Autorennen
Ein Fahrzeug wurde 1911 beim Rennen Indianapolis 500 eingesetzt. Fahrer war Ralph DePalma. Er erreichte den sechsten Platz.